# A656 (motorväg, Tyskland)
A656 är en motorväg i Baden-Württemberg, Tyskland. Den är 11,5 kilometer lång och går mellan Mannheim och Heidelberg. Den utgör förbindelseväg mellan motorvägarna A6 och A5.